# Allons (Lot-et-Garonne)
Allons is een gemeente in het Franse departement Lot-et-Garonne (regio Nouvelle-Aquitaine) en telt 172 inwoners (1999). De plaats maakt deel uit van het arrondissement Nérac.

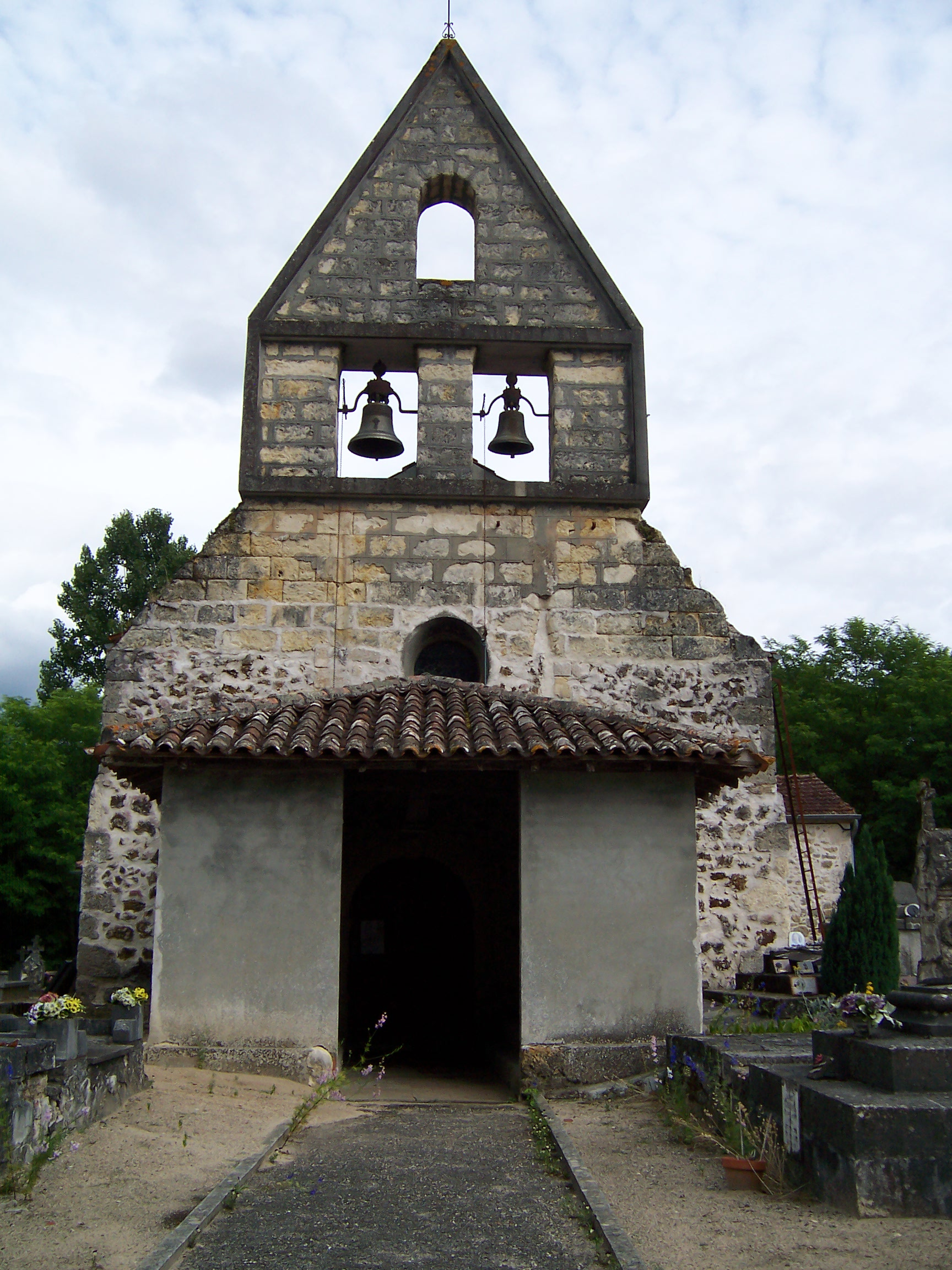
Kerk van Allons
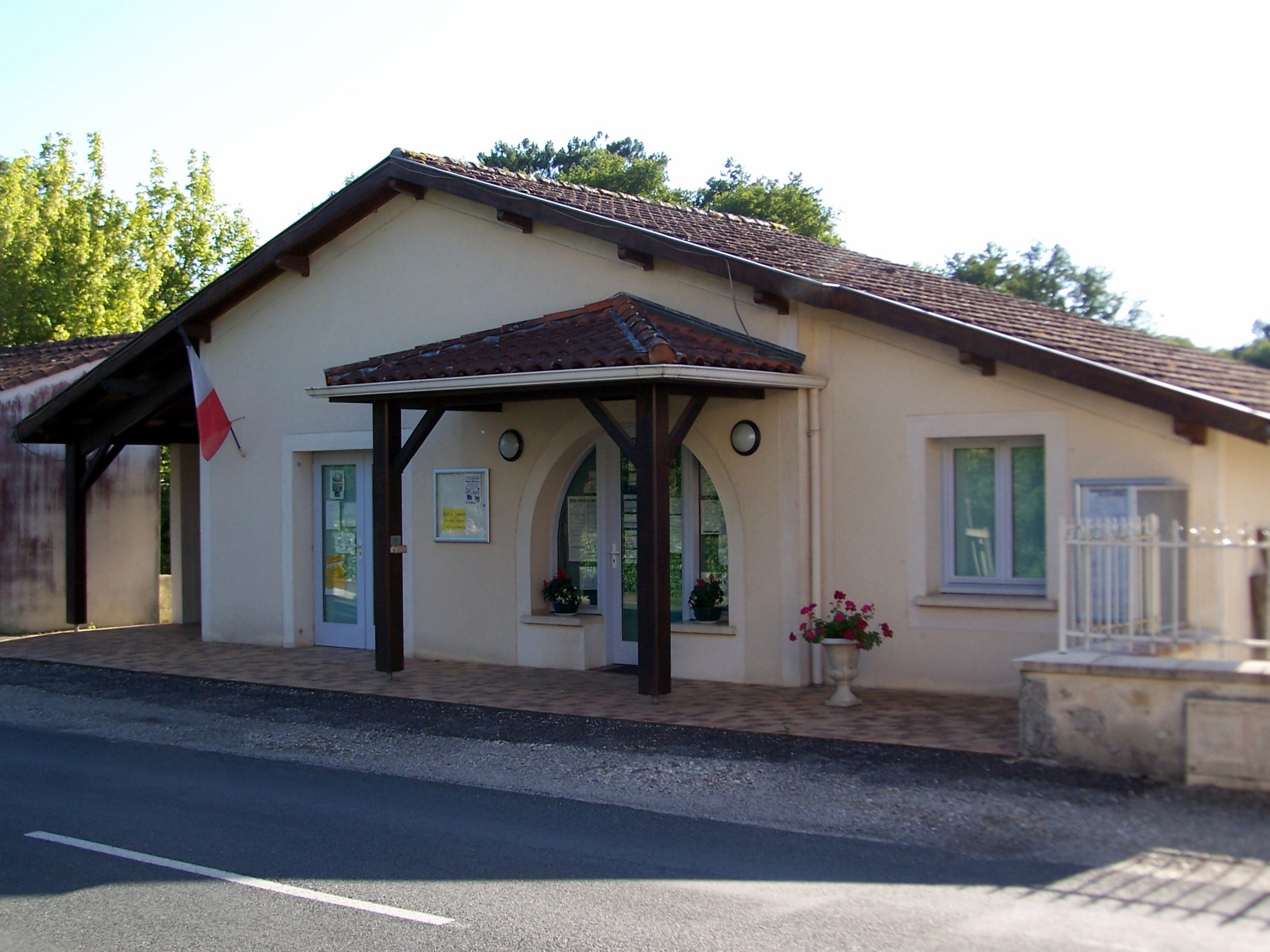
Gemeentehuis

## Geografie
De oppervlakte van Allons bedraagt 76,0 km², de bevolkingsdichtheid is 2,3 inwoners per km².
De onderstaande kaart toont de ligging van Allons (Lot-et-Garonne) met de belangrijkste infrastructuur en aangrenzende gemeenten.

## Demografie
Onderstaande figuur toont het verloop van het inwonertal (bron: INSEE-tellingen).